# Mylabre à quatre points
Mylabris quadripunctata
Espèce
Le mylabre à quatre points (Mylabris quadripunctata) est une espèce de coléoptères de la famille des méloidés, sous-famille des Meloinae, de la tribu des Mylabrini et du genre Mylabris .

## Description
Les imagos mesurent de 13 à 16 millimètres de long. Les élytres sont rouges et ont quatre taches noires et une bande terminale noire et une tache carré à l'apex. Le reste du corps est noir avec une forte pilosité. Les antennes sont terminées en massue.

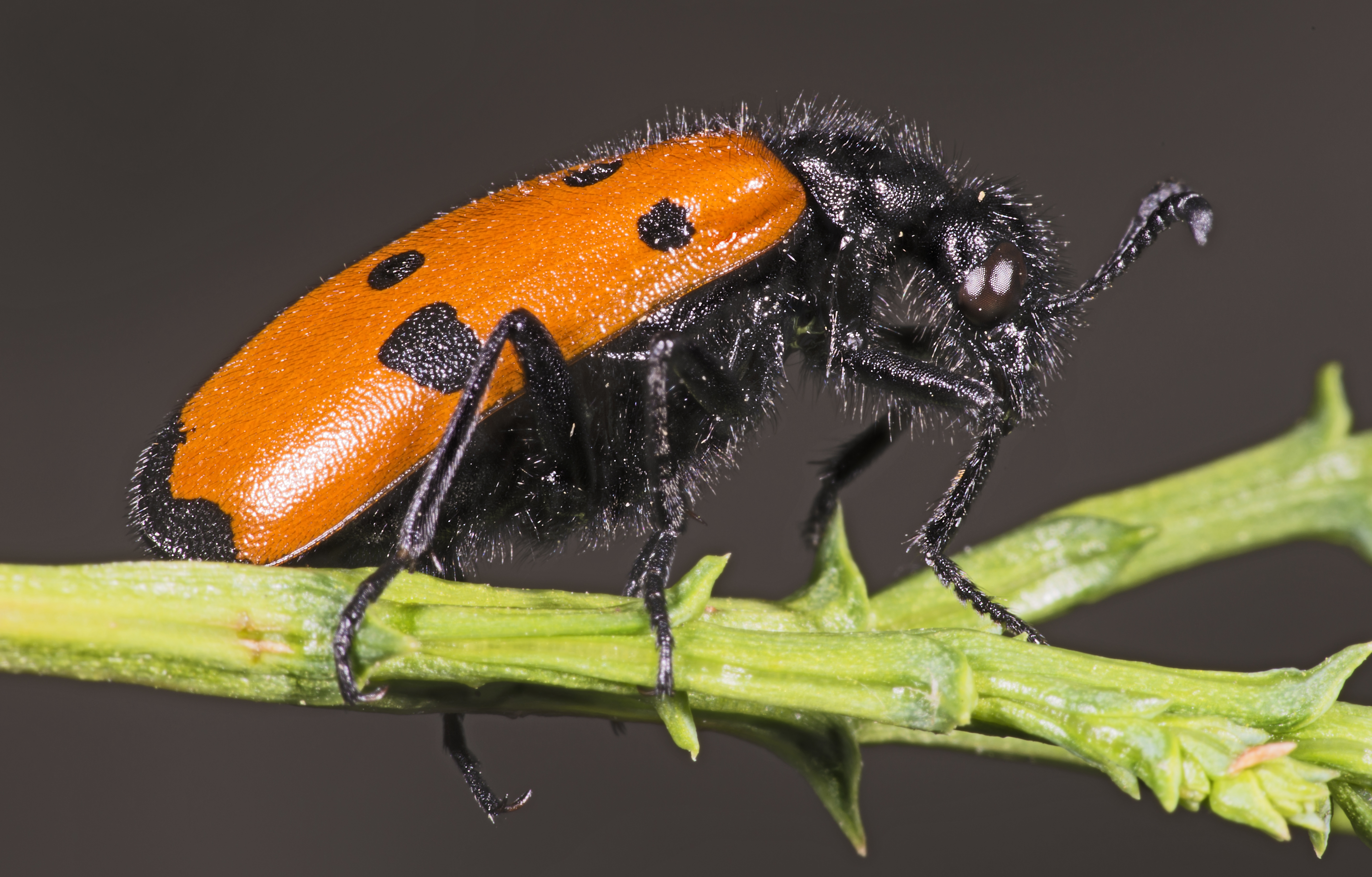
Vue de profil
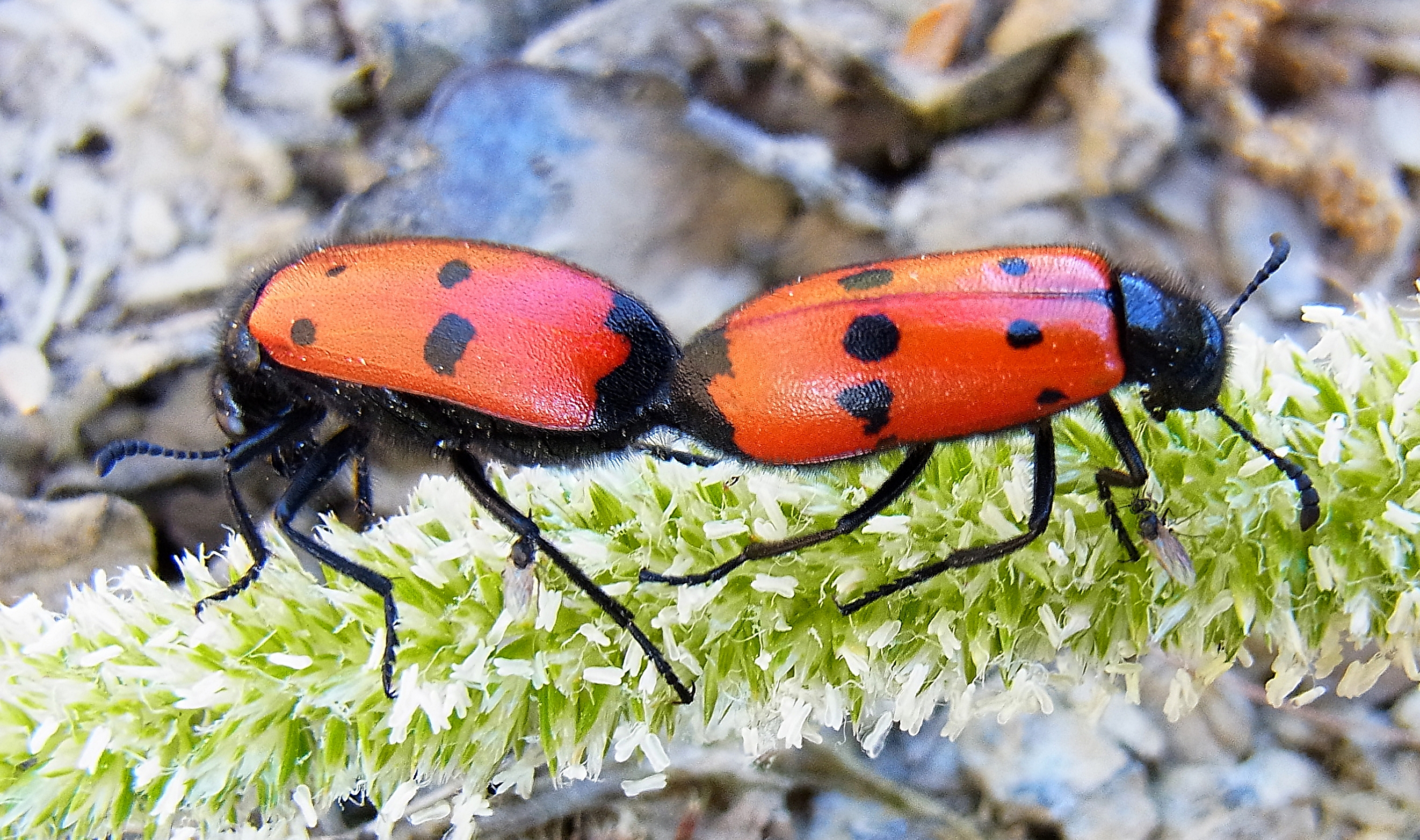
Accouplement
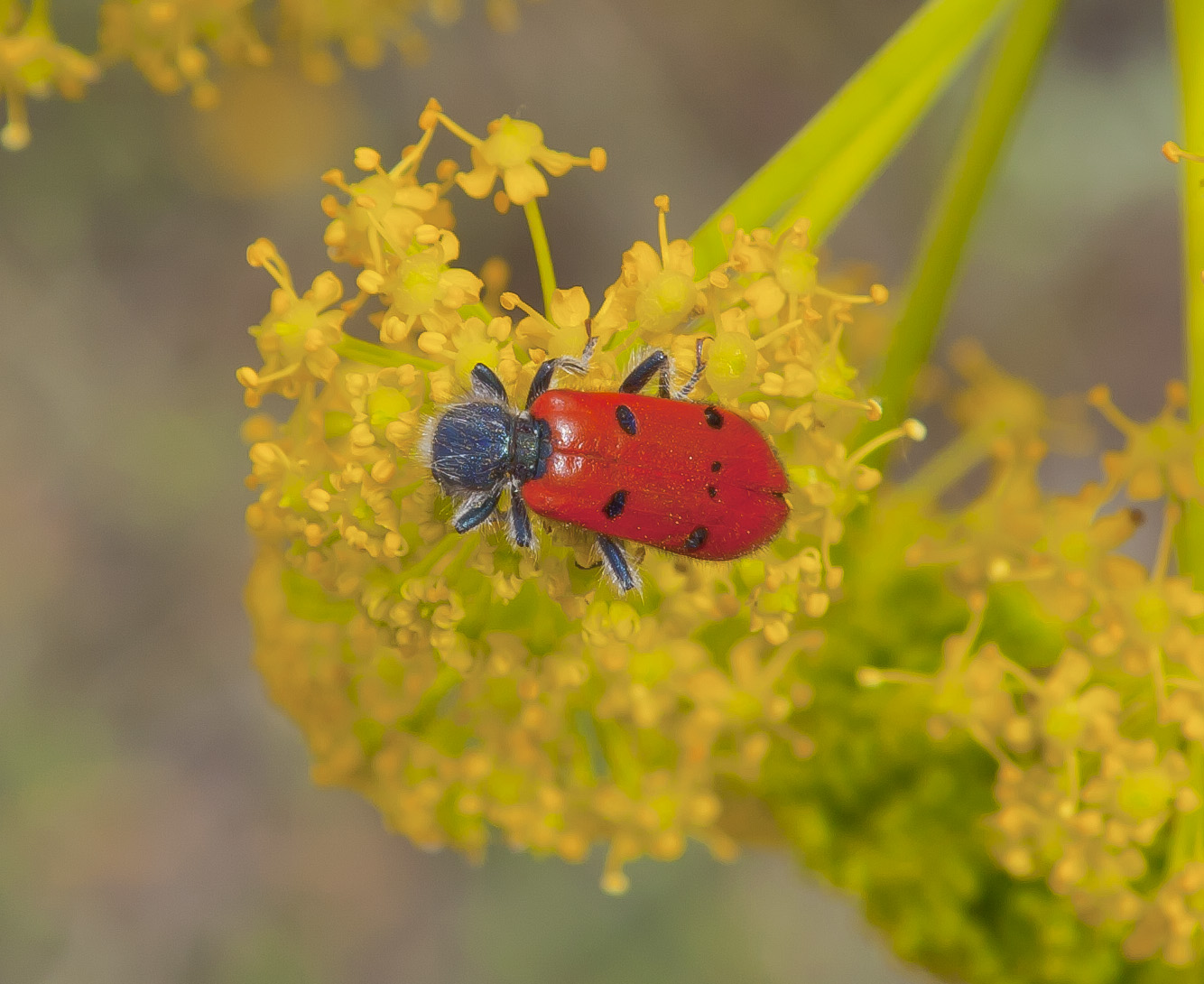
À la recherche de nourriture
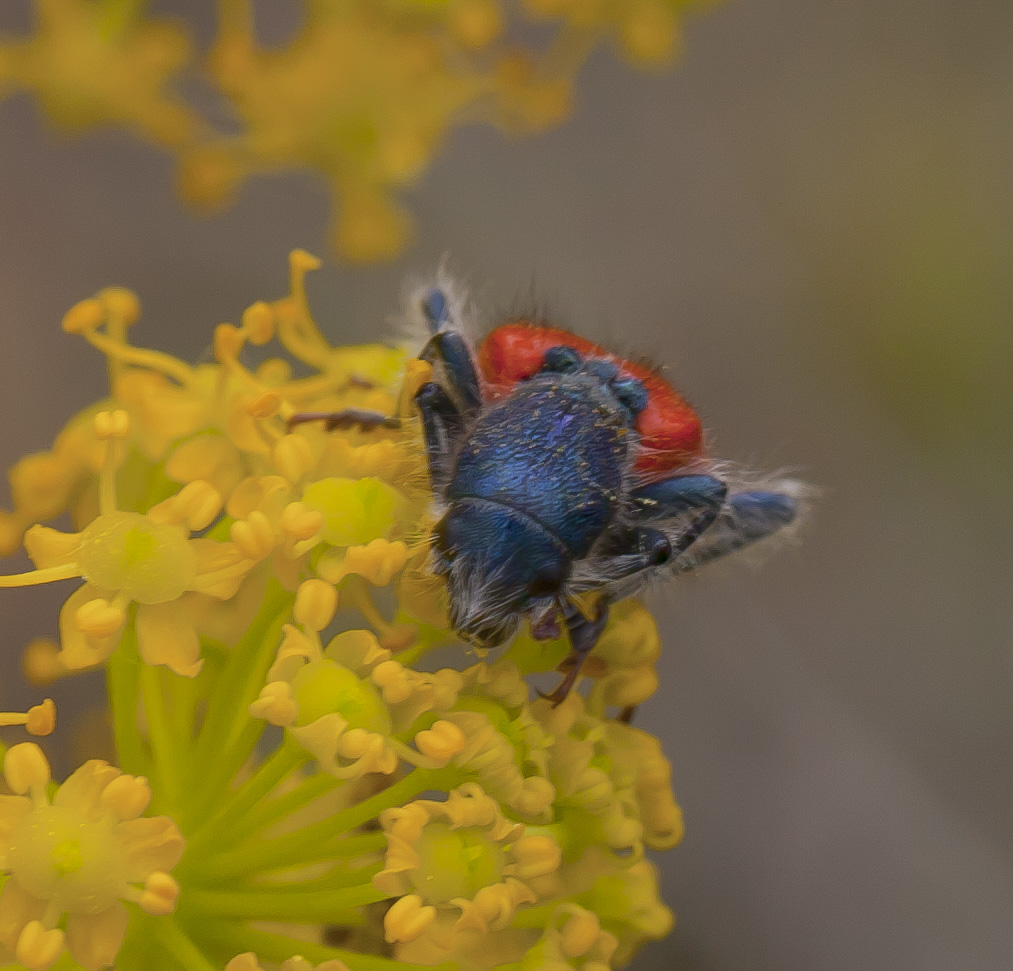
Vue détaillée de la tête

## Répartition et habitat
Habitat
Prairies fleuries et bord des chemins ensoleillés.

## Systématique
L'espèce a été décrite  par le naturaliste suédois Carl von Linné en 1767 sous le nom initial de Meloe quadripunctata.

### Synonymie
- Meloe quadripunctata Linné, 1767 Protonyme